# Ziraat Bank
Ziraat Bank (дословно — «сельскохозяйственный банк») — турецкий государственный банк, основанный в 1863 году. Банк предоставляет коммерческую кредитную поддержку компаниям и предпринимателям, потребительские кредиты, такие как ипотечные, автокредиты и другие.

## История

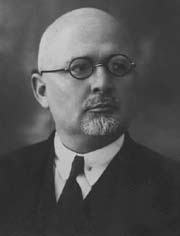
Мехмет Сабит Сагироглу, генеральный директор Ziraat Bank в первые годы существования Турецкой Республики. (Фотография 1920-х годов.)

В первой половине XIX века, с принятием западной торговой и финансовой модели, в Османской империи появились иностранные банки. В тот период у страны не было достаточного капитала для создания национальной банковской системы, что особенно неблагоприятно сказывалось на фермерах: составляя большинство населения, они не имели доступа к институциональным финансовым структурам и вынуждены были занимать деньги у ростовщиков под высокие проценты.
В этих условиях губернатор провинции Ниш Мидхат-паша (1822—1884) в 1863 году начал финансовые реформы. Он добился реорганизации Мемлекет Сандыги (Фондов родины), которая была закреплена Положением о внутренних фондах 1867 года. Мемлекет Сандыги стал первым сельскохозяйственным финансовым институтом, основанным государством и действовавшим под его гарантию.
В 1888 году Мемлекет Сандыги был переименован в Ziraat Bankası и начал работу головной офис Ziraat Bank в Стамбуле. Греко-турецкая война 1919—1922 годов затронула деятельность банка. Во время войны греческие войска открыли в Измире свой центр управления Ziraat Bank, взяв под контроль захваченные филиалы и фонды. В ответ Великое национальное собрание Турции поручило анкарскому филиалу Ziraat Bank управление всеми филиалами и фондами. После освобождения Измира турецкими войсками 9 сентября 1922 года измирский филиал был воссоединен с анкарским, а 23 октября к ним присоединился и стамбульский филиал. После завершения турецкой войны за независимость в конце 1923 года Ziraat Bank снова стал единым целым. С 1930-х годов Ziraat Bank играл важную роль в финансировании механизации сельского хозяйства в Турции. В послевоенный период эта деятельность получила поддержку в рамках плана Маршалла.
В 1993 году были основаны и начали свою деятельность: Ziraat Bank Москва, Казахстанский Международный Банк Зираат (KZI Bank), Туркмено-Турецкий Коммерческий Банк (TTC Bank), Узбекско-Турецкий Банк (UT Bank). В 2008 году был основан Зираат Банк Греция. В 2001 году Emlak Bankası был полностью поглощен Ziraat Bank.
В 2017 году Ziraat Bank был передан Фонду благосостояния Турции.